# ولادیمیر کوپن
ولادیمیر پیتر کوپن (به روسی: Влади́мир Петро́вич Кёппен)، (به آلمانی: Wladimir Peter Köppen)، (به انگلیسی: Vladimir Petrovich Kyoppen)؛ زاده ۲۵ سپتامبر ۱۸۴۶ - درگذشته ۲۲ ژوئن ۱۹۴۰) یک دانشمند روسی-آلمانی در زمینه اقلیم‌شناسی بود. وی برای نخستین بار با معرفی سامانه طبقه‌بندی اقلیمی کوپن را معرفی کرد. وی کمک قابل توجهی به چندین شاخه از علم کرد و نام هواشناسی را برای علم جو فوقانی ابداع نمود.

## زندگی
ولادیمیر کوپن در سن پترزبورگ روسیه به دنیا آمد. او تا ۲۰ سالگی در آنجا زندگی کرد، اما سرانجام او در گراتس اتریش درگذشت. او تحصیلات متوسطه را در سیمفروپل کریمه گذراند و در سال ۱۸۶۴ در دانشگاه سنت پترزبورگ تحصیل خود را در زمینه گیاه شناسی آغاز کرد. تنوع گل و جغرافیایی شبه جزیره کریمه، و همچنین تحولات جغرافیایی آشکار بین پایتخت و خانه او، علاقه زیادی به رابطه بین آب و هوا و جهان طبیعی را در او برانگیخت. در سال ۱۸۶۷ او به دانشگاه هایدلبرگ منتقل شد. همچنین او در سال ۱۸۷۰ از پایان نامه دکترای خود در مورد تأثیر دما بر رشد گیاهان در دانشگاه لایپزیگ دفاع کرد. کوپن در ارتش آمبولانس پروس در جنگ فرانسه و پروس نیز خدمت کرد و بعداً در رصدخانه مرکزی فیزیکی در سنت پترزبورگ کار کرد.
او پنج گروه عمده آب و هوایی را شناسایی کرد که با پنج گروه اصلی پوشش گیاهی مطابقت دارند:
- آب و هوای استوایی بارانی

- آب و هوای خشک

- دمای گرم آب و هوای بارانی

- آب و هوای برفی و سرد

- آب و هوای قطبی

## مطالعه بیشتر
- شهداد، فرهاد. ولادیمیر پیتر کوپن، دانشمندی بدون شتاب بدون سکون، فصلنامهٔ رشد آموزش جغرافیا، شماره ۱۲۰، تابستان ۱۳۹۷، صص ۱۱–۴